# Libano ai Giochi della XXV Olimpiade
Il Libano partecipò ai Giochi della XXV Olimpiade, svoltisi a Barcellona, Spagna, dal 25 luglio al 9 agosto 1992, con una delegazione di 12 atleti impegnati in sette discipline.